# Le Plessis-Grimoult
Le Plessis-Grimoult – miejscowość i dawna gmina we Francji, w regionie Normandia, w departamencie Calvados. W 2013 roku liczba ludności wynosiła 361 mieszkańców. 
W dniu 1 stycznia 2017 roku z połączenia siedmiu ówczesnych gmin – Aunay-sur-Odon, Bauquay, Campandré-Valcongrain, Danvou-la-Ferrière, Ondefontaine, Le Plessis-Grimoult oraz Roucamps – utworzono nową gminę Les Monts-d'Aunay. Siedzibą gminy została miejscowość Aunay-sur-Odon. 
23 czerwca 2009 w miejscowości odsłonięto pomnik poświęcony chorążemu Aleksandrowi Chudkowi, który walczył przeciw Niemcom w ramach dywizjonu 315 RAF. 23 czerwca 1944 jego samolot Spitfire MK IX został zestrzelony nad Le Plessis-Grimoult. 